# Taisó japán császár
Taisó (japánul: 大正, átírással: Taisó tennó) (1879. augusztus 31. – 1926. december 25.) Japán 123. császára a hagyományos öröklődés alapján. Uralma 1912. július 30-ától haláláig tartott.

## Élete
Meidzsi császár fiaként született. Két bátyja halála után lett trónörökös, és Meidzsi halála után, 1912-ben foglalta el Japán trónját. Gyenge, beteges emberként lépett trónra, politikai szerepet is igen keveset játszott. 1921-re elmebeteg lett, ezért fiát, a későbbi Hirohitót nevezték ki régensherceggé. Ennek ellenére a császár uralkodását országában Taiso-korszaknak („Nagy Igazság”) nevezik: külpolitikáját a nagyhatalmakhoz (Nagy-Britannia, USA) való igazodás, belpolitikáját a parlament hatalmának erősödése, és a választójog kiszélesedése jellemezte.
Taisó 14 év uralkodás után, 47 évesen hunyt el 1926-ban. A trónon fia, Hirohito követte.

## Külső hivatkozások
- The Imperial Family of Japan
- Genealogy of the Imperial Family
- Genealogical Gleanings/Imperial Japan